# Tiphobiosis cataractae
Tiphobiosis cataractae är en nattsländeart som beskrevs av Ward 1995. Tiphobiosis cataractae ingår i släktet Tiphobiosis och familjen Hydrobiosidae. Inga underarter finns listade i Catalogue of Life.